# Musée archéologique de Tégée
Le musée archéologique de Tégée est un musée d’archéologie grec, situé à proximité du site archéologique de Tégée, à Aléa, en Arcadie.

## Histoire
Le musée a ouvert ses portes en 1909. Konstantínos Rhomaíos, avec le soutien de la Société archéologique d'Athènes, procède à l'achèvement du bâtiment et à la création de la première exposition.
En 1935, le toit du musée s'effondre et les antiquités sont endommagées. Márkelos Mitsós, le conservateur de l'époque, entreprend les réparations du bâtiment, agrandit le musée et réorganise l'espace d’exposition. En 1941, les objets exposés sont enterrés dans le sol du musée, afin de les protéger de l’invasion allemande imminente.
En 1967–1968 sont entrepris d'importants travaux de réparation au Musée Archéologique de Tégée, sous la direction d'Ángelos Delivorriás (en), conservateur et Dionýsios Triantafyllídis, architecte des antiquités.
Une tentative de cambriolage a eu lieu en 1990, suivi en 1992 d’un véritable cambriolage, au cours duquel est volée la célèbre tête de Télèphe, un chef-d'œuvre original de Scopas,. Huit des objets volés sont récupérés et rendus au musée en 1994 ; la tête en marbre d'Asclépios et le relief représentant Dionysos, Artémis et Héraclès sont récupérés en 1998,.
En 2005, le musée est intégré au Programme Opérationnel « Culture » du 3e Cadre Communautaire d'Appui, avec un début du projet de mise à niveau du bâtiment. En 2011–2013, le projet de refonte des expositions entre dans le Programme Opérationnel « Grèce Occidentale - Iles Ioniennes » du Cadre de Référence Stratégique National de Grèce.

## Collections
Les objets exposés suivent le développement de Tégée — autrefois ville puissante, la plus importante d'Arcadie — et les sanctuaires qui lui sont associés. Le sanctuaire le plus important est le temple d’Athéna Aléa, dont le site peut être visité à 200 mètres du musée.
Le musée abrite des collections de divers sites, notamment des objets néolithiques et de l'âge du bronze ancien d'Agiorgítika, et d'Aséa,, des objets des divers sites de Tégée, notamment du temple d'Athéna Aléa, et des objets paléochrétiens et byzantins du diocèse de Tégée.
Les expositions sont organisées en quatre galeries intérieures : 
- du néolithique à la période archaïque, développement de la polis ;
- donations privées aux sanctuaires découverts dans la région de Tégée ;
- évolution de la polis de la période grecque classique à la période romaine ;
- l'aménagement du sanctuaire d'Athéna Aléa.

De plus, une exposition en plein air est consacrée à « La vie publique » et « L'au-delà ».

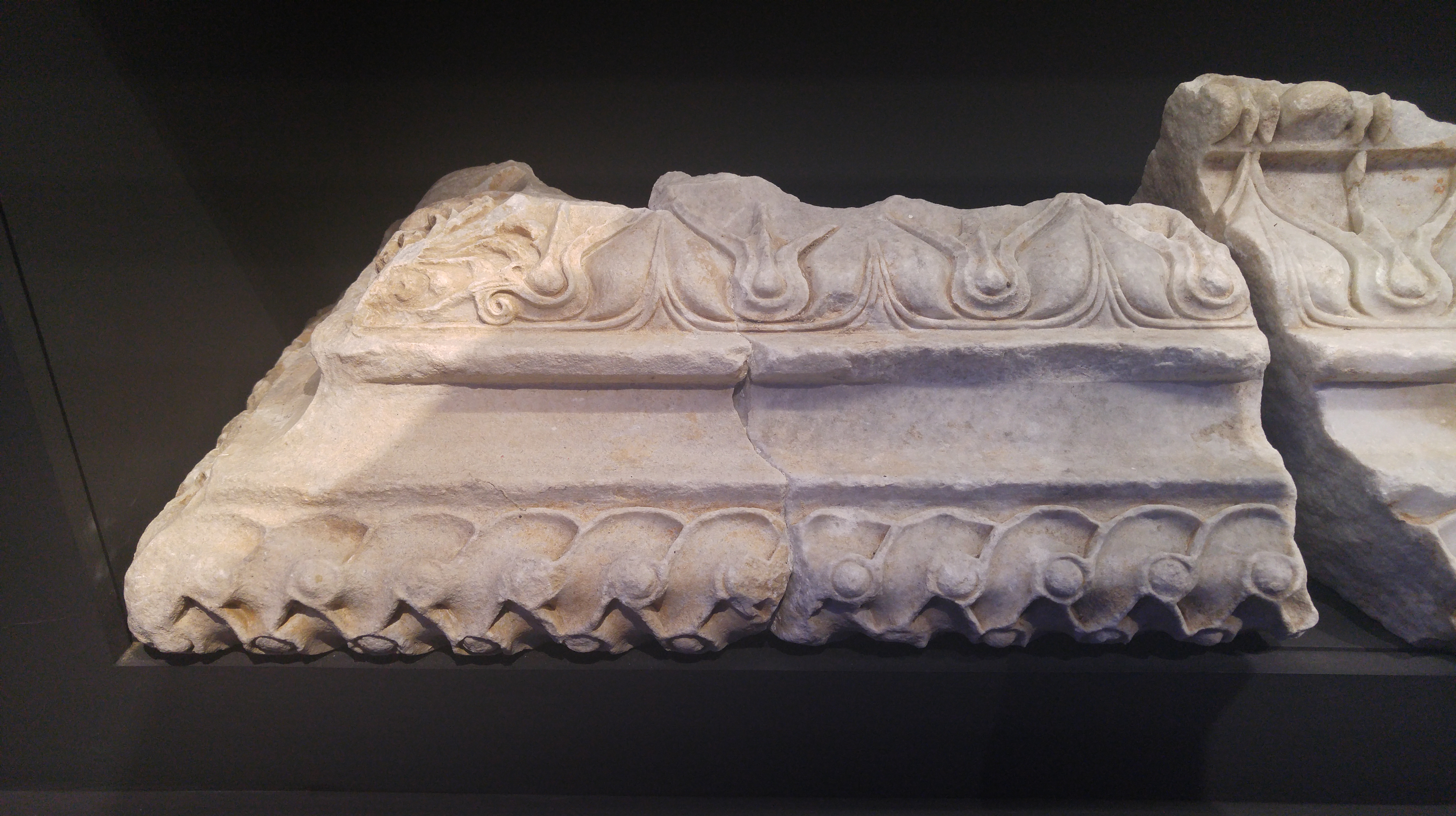
Base d’une demi-colonne du temple d'Athéna Aléa
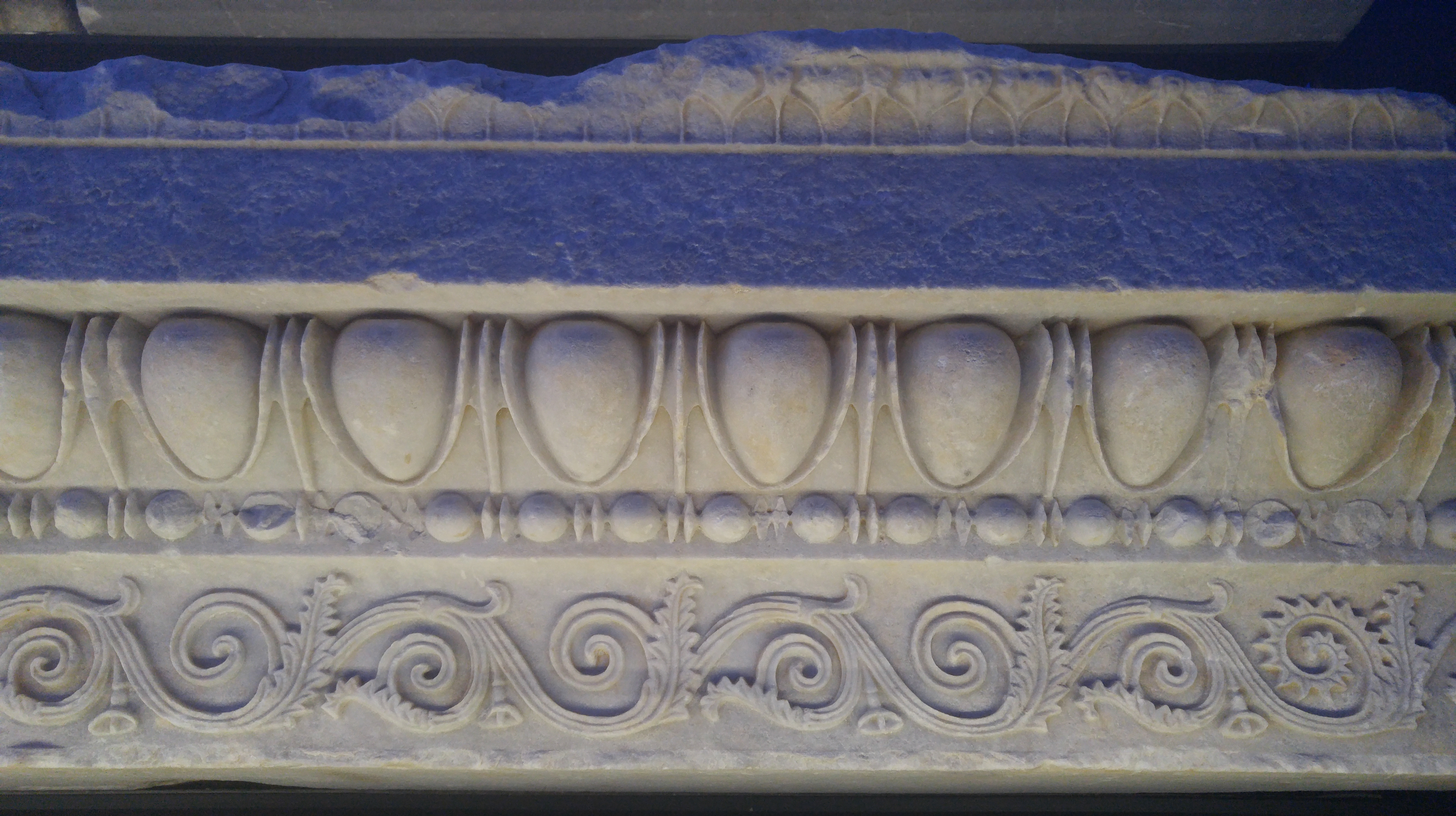
Moulure sculptée
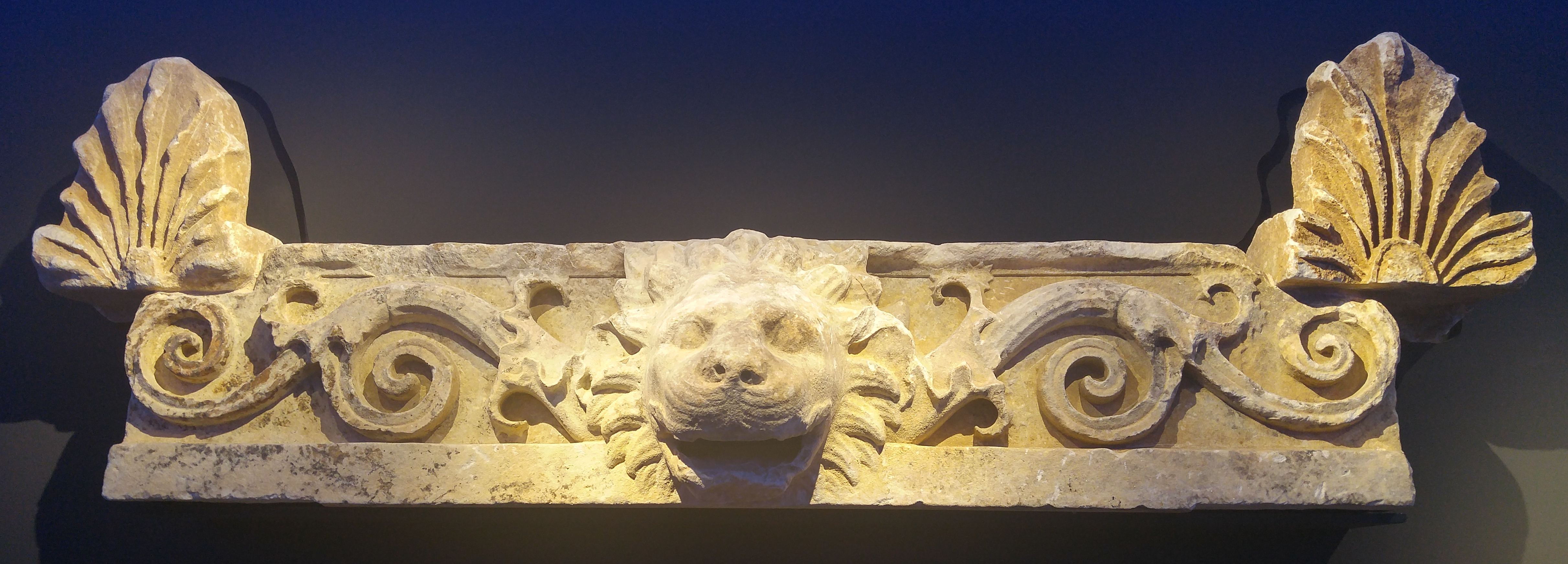
Sima ou chéneau (gouttière)
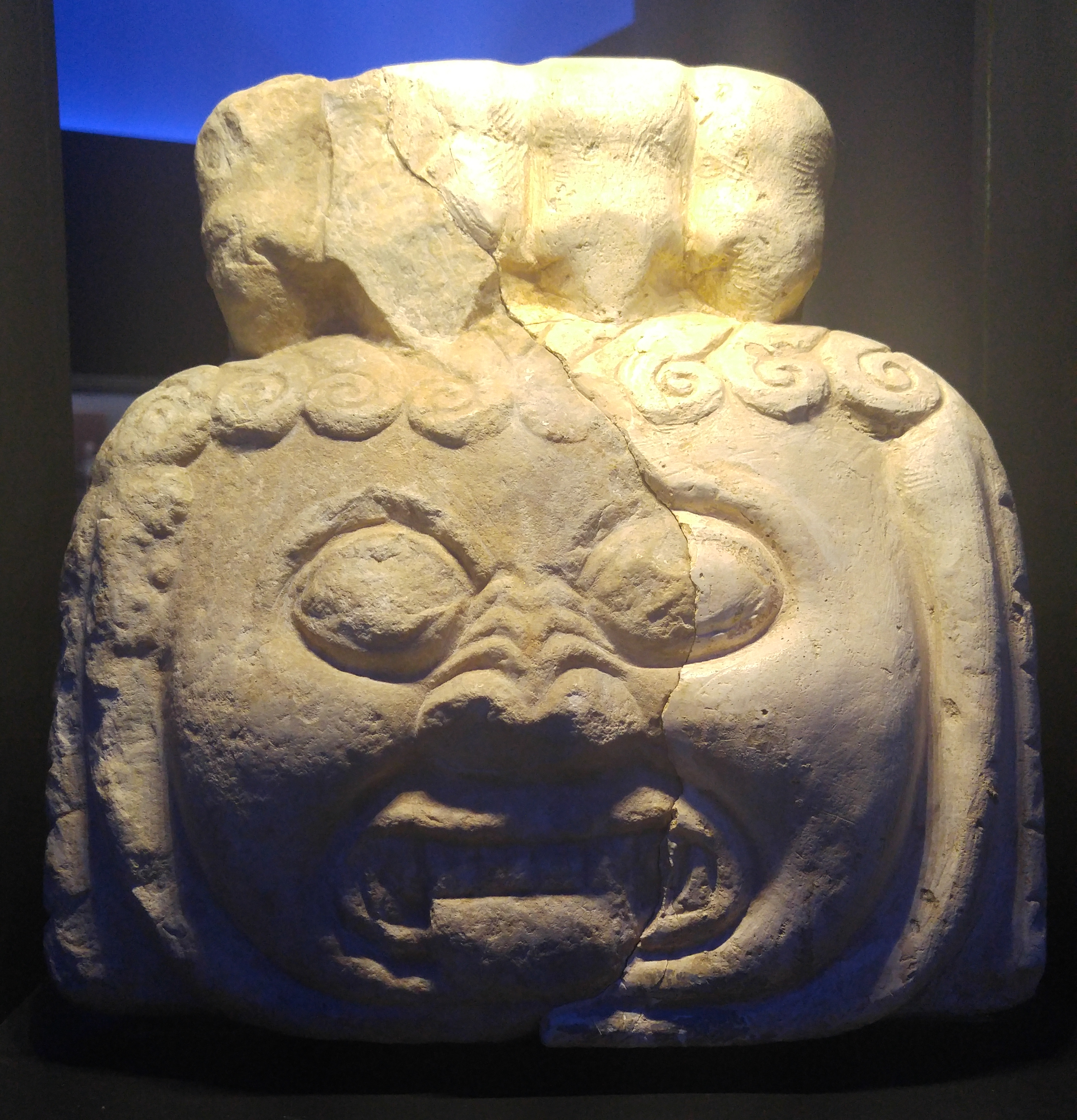
Gorgonéion d'Aléa
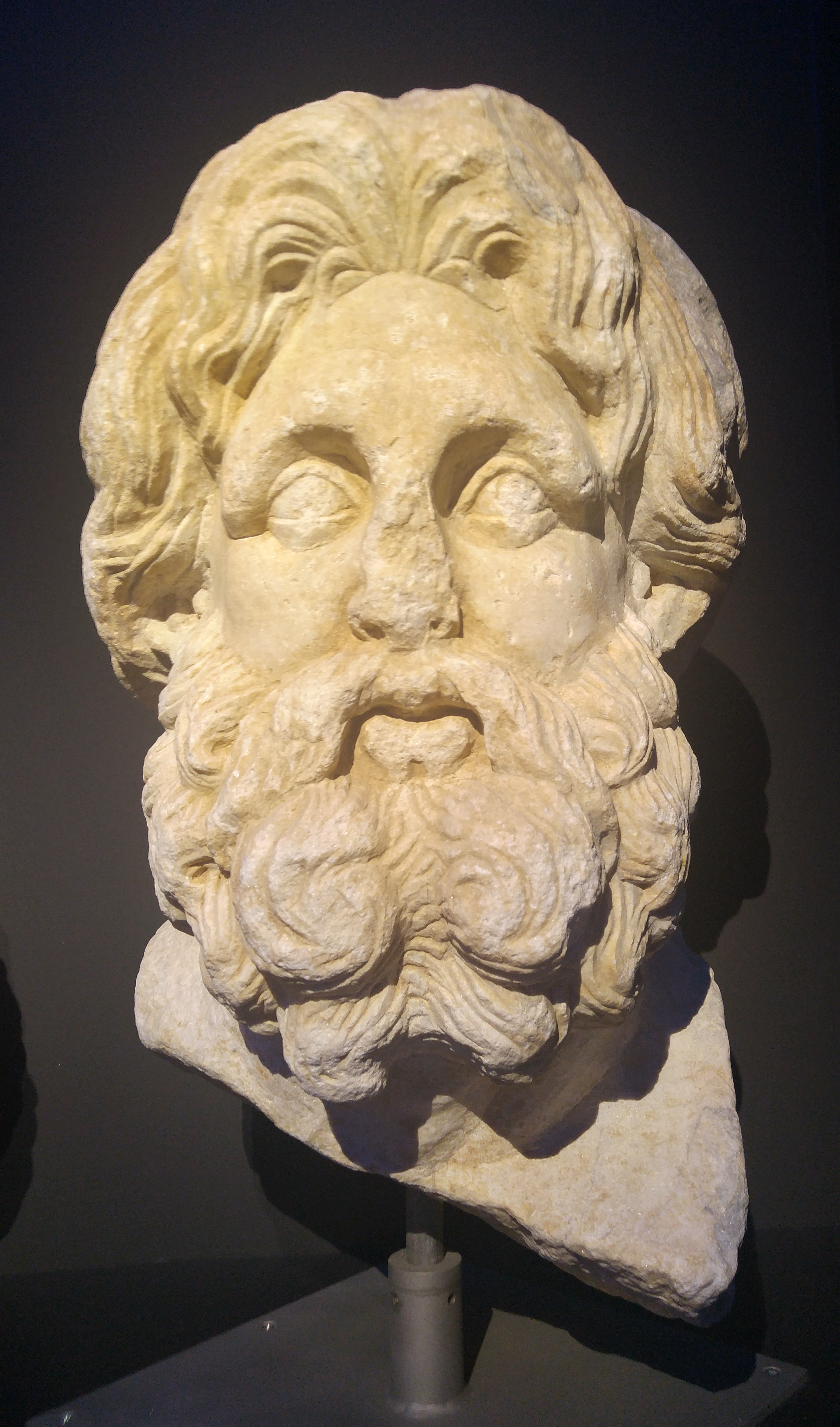
Tête d'Asclépios
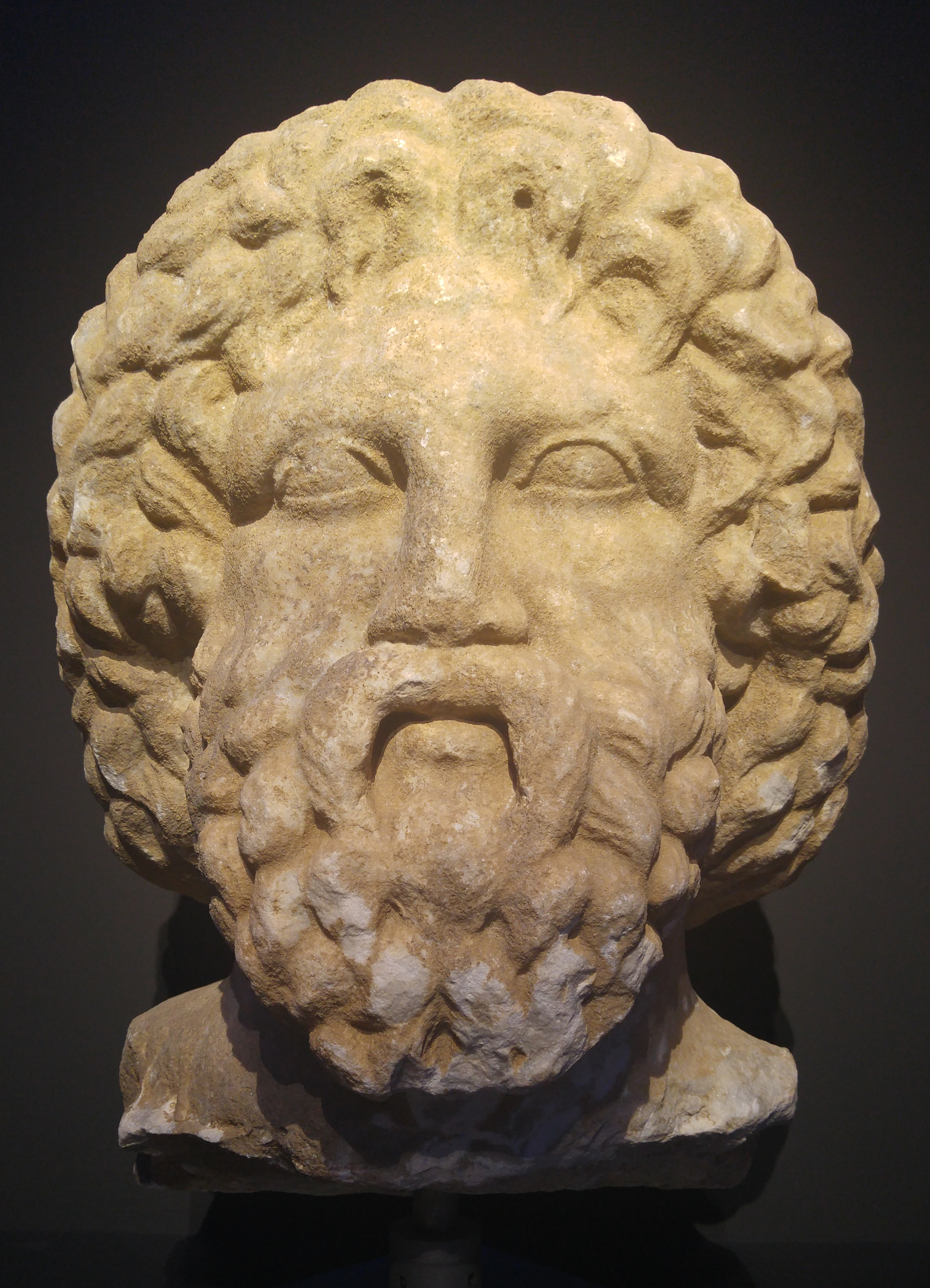
Tête d'Asclépios
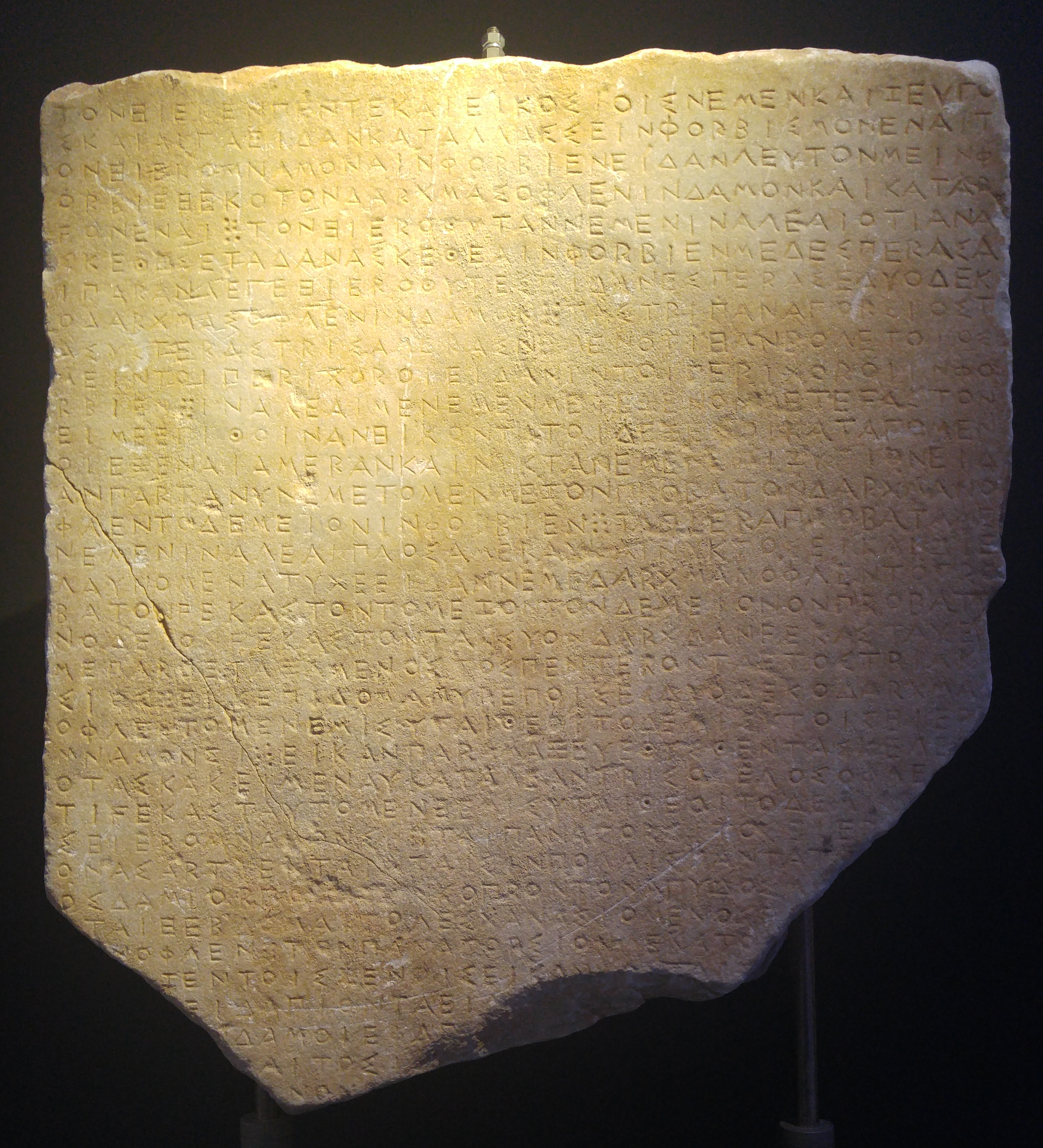
Stèle gravée d'une loi sacrée
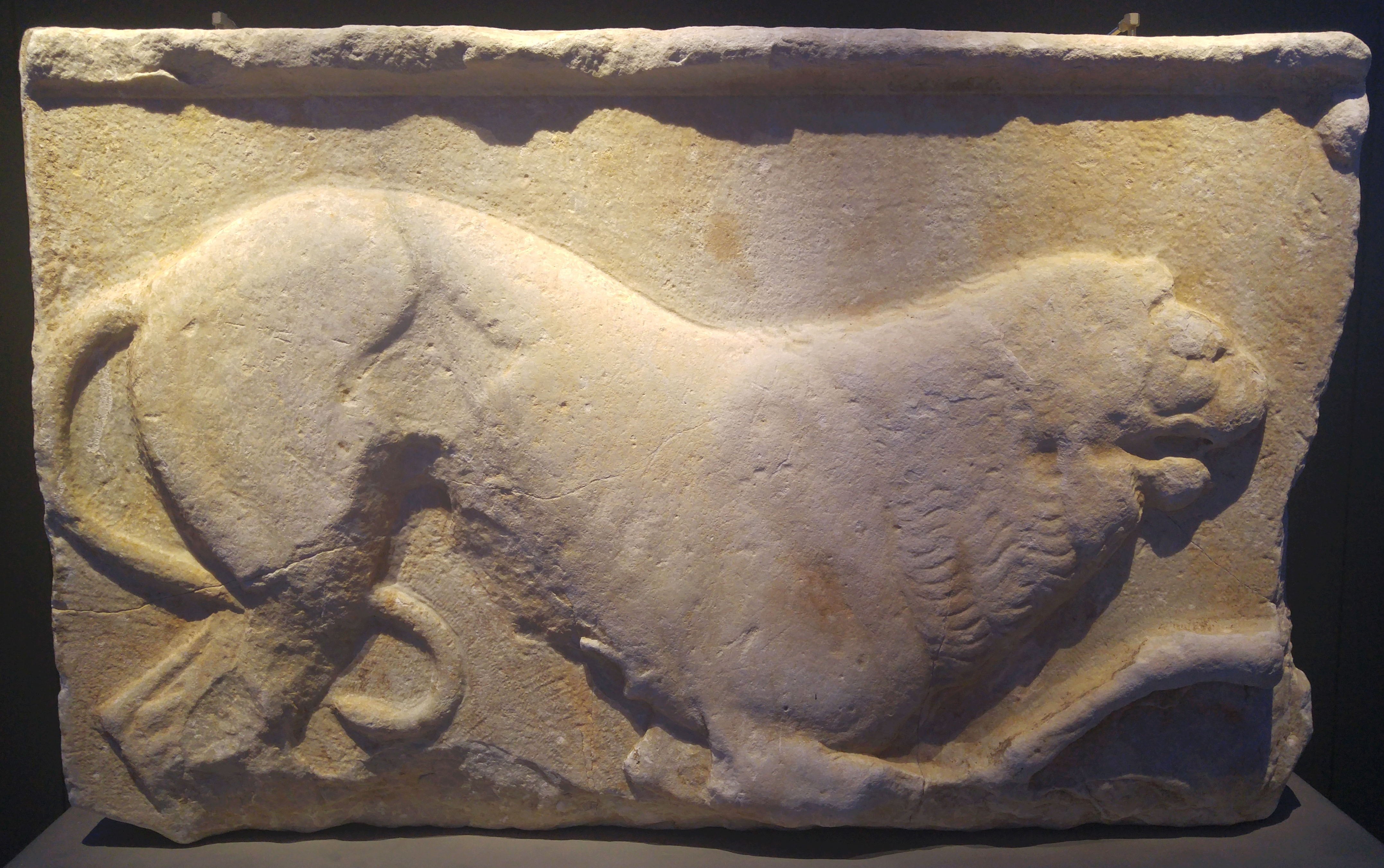
Relief avec un lion
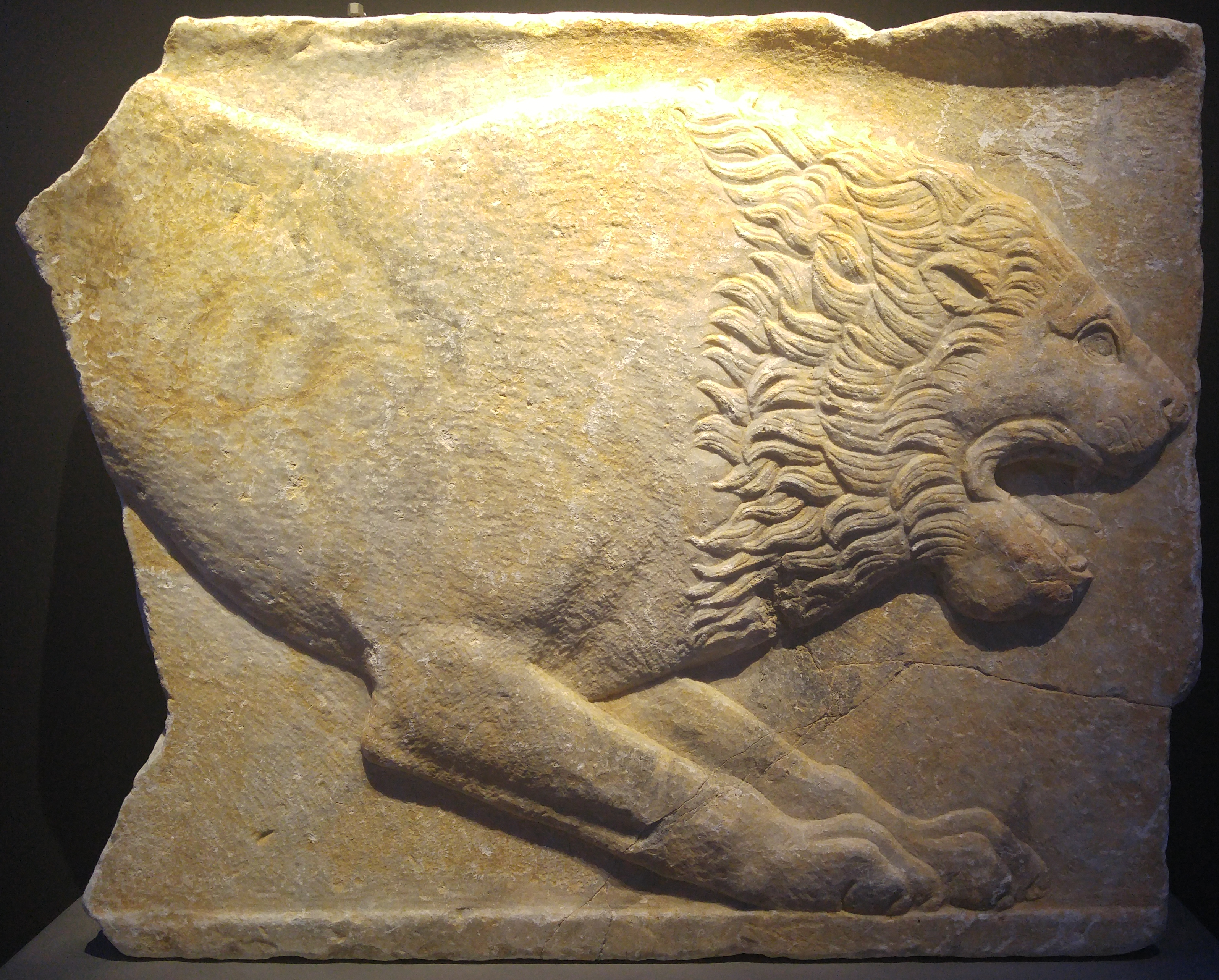
Relief d’un lion attaquant
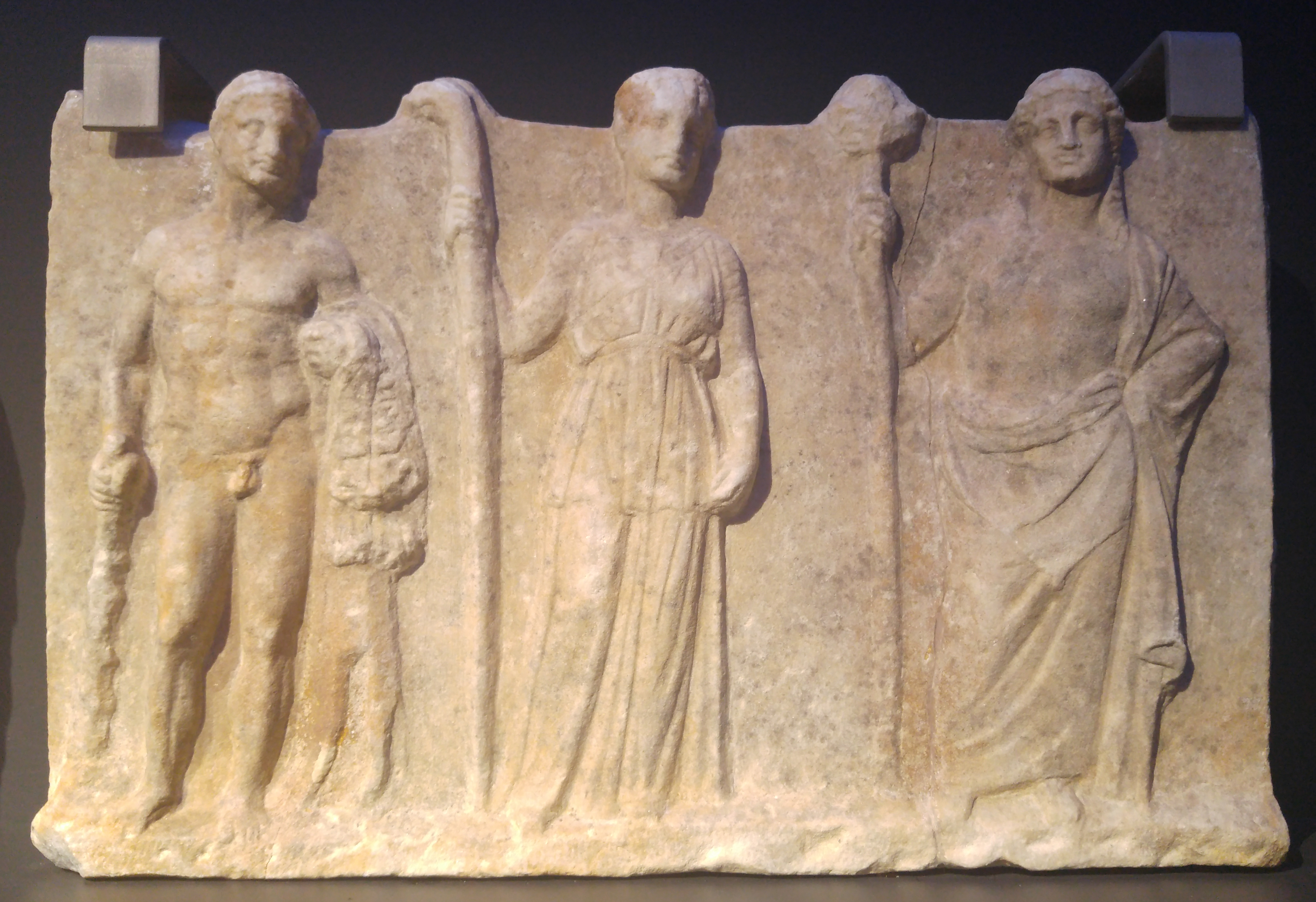
Dionysos, Héraclès et peut-être Artémis
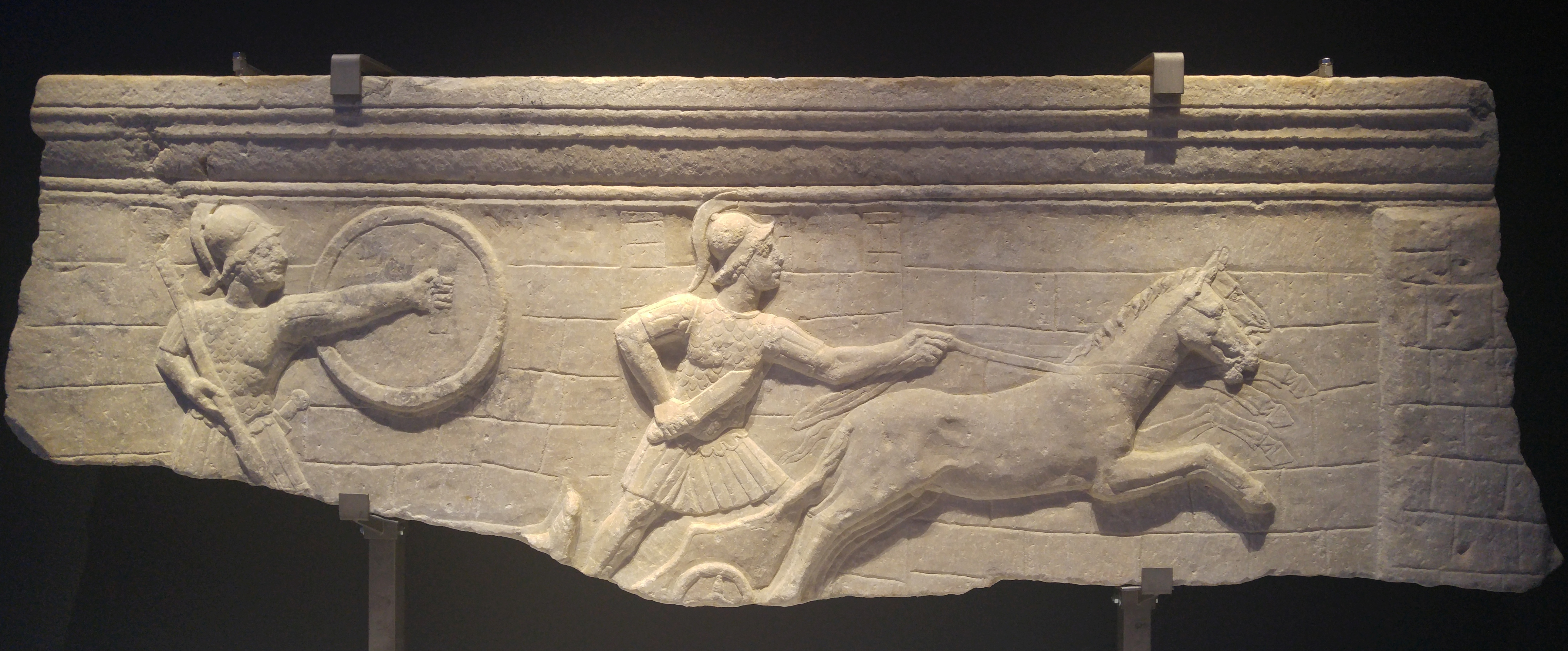
Fragment de sarcophage avec Achille et Hector
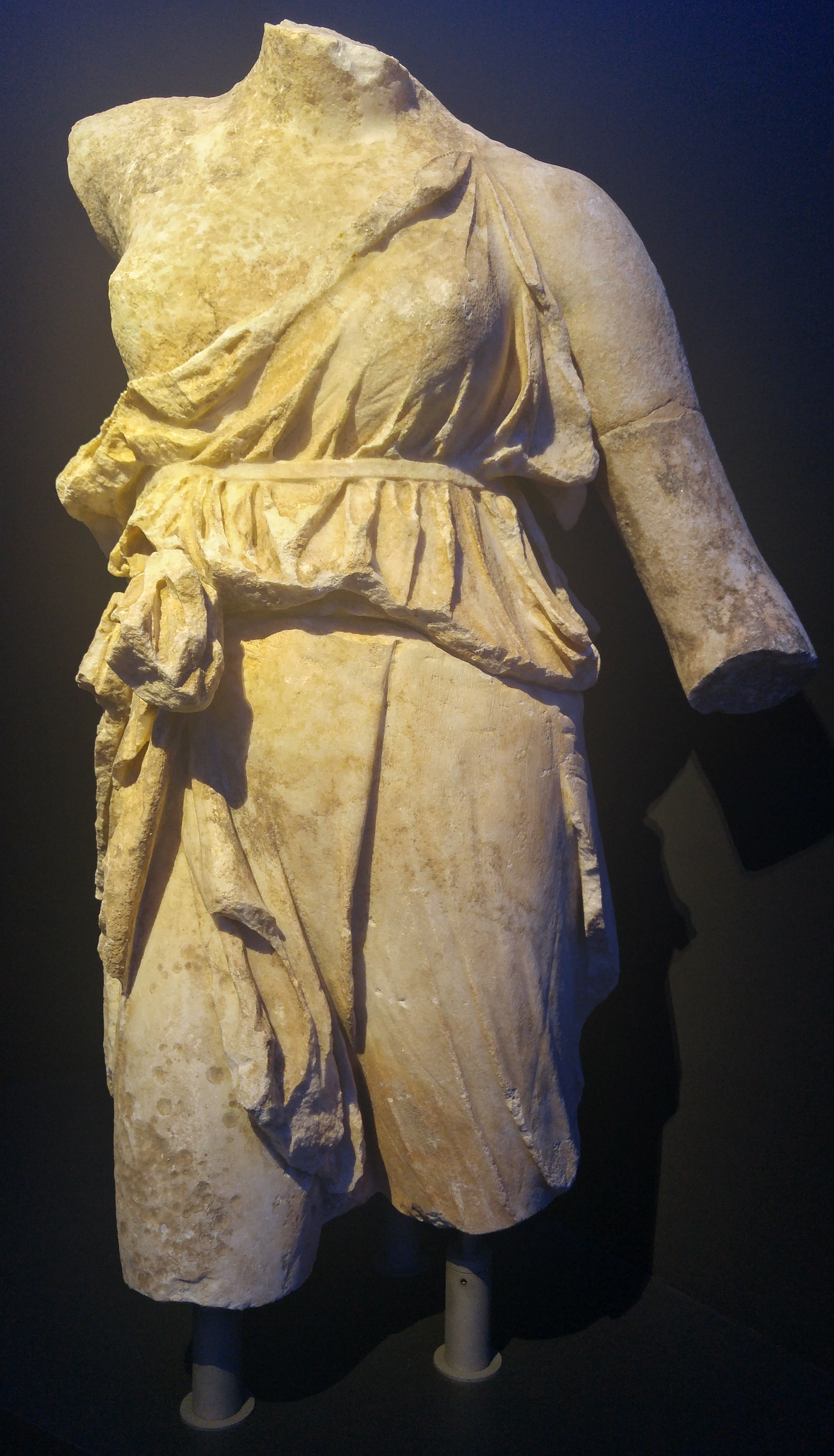
Statue de Nikè (acrotère)
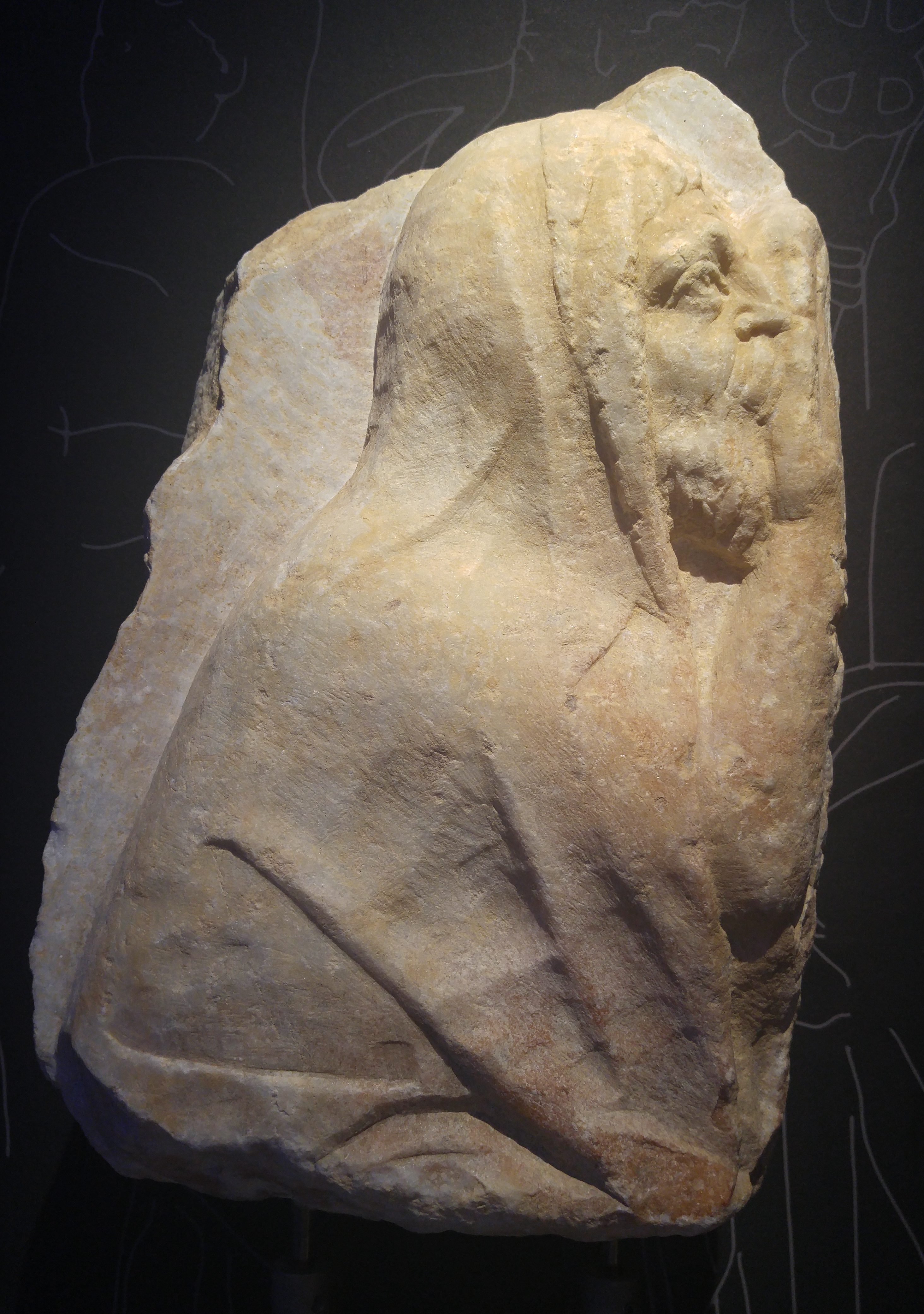
Supplication de Priam
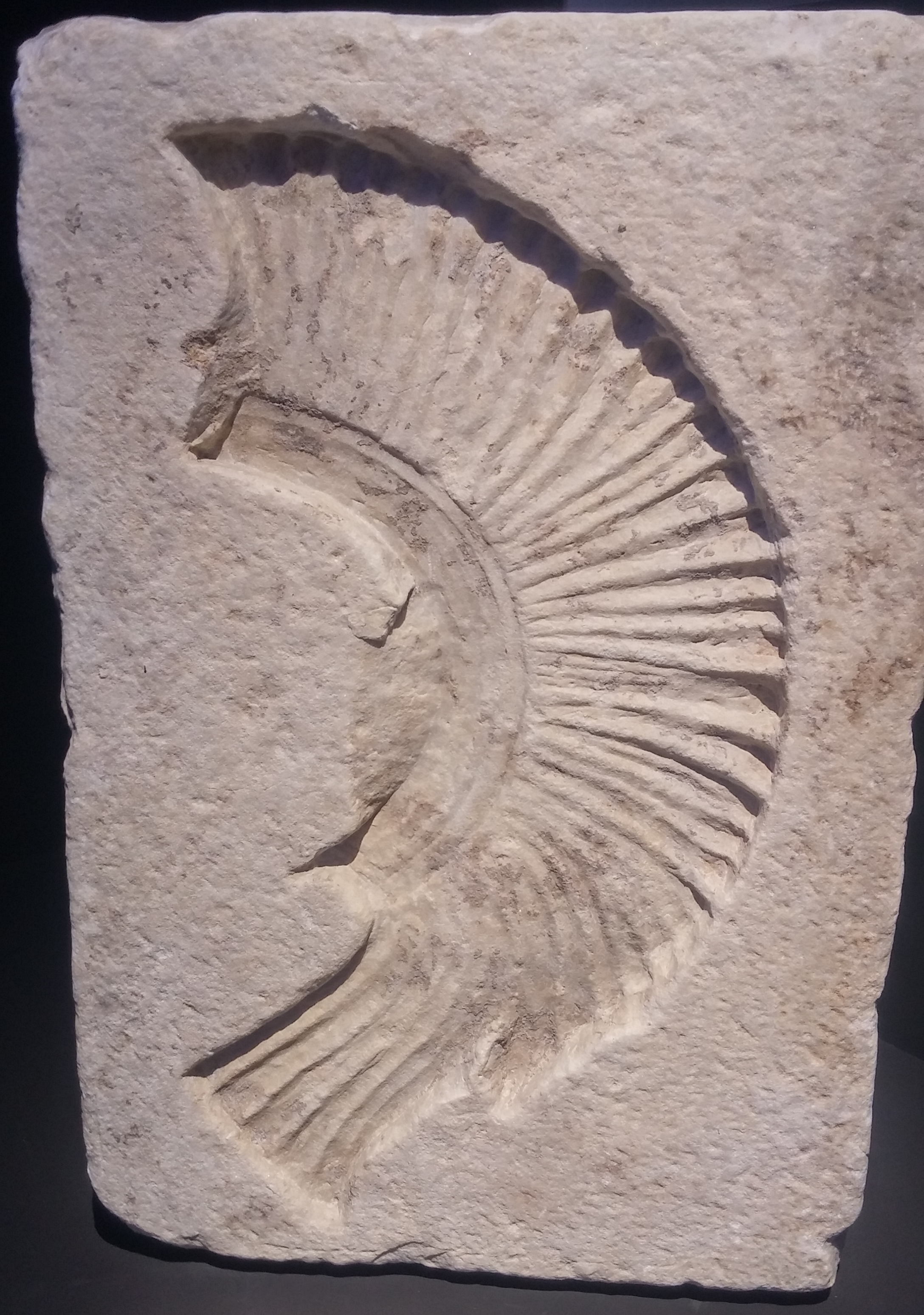
Moule pour crêtes de casques
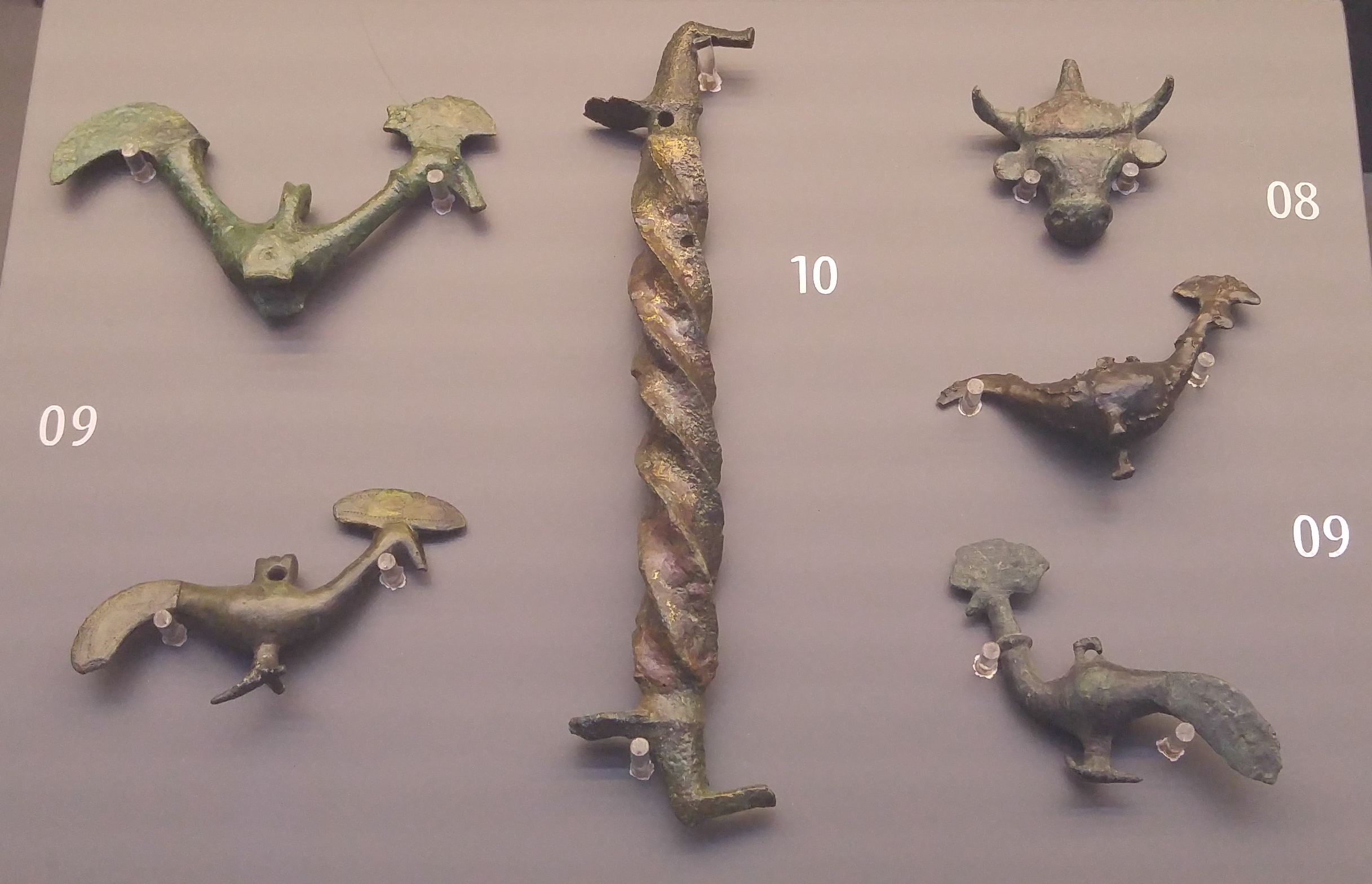
Pendentifs en bronze
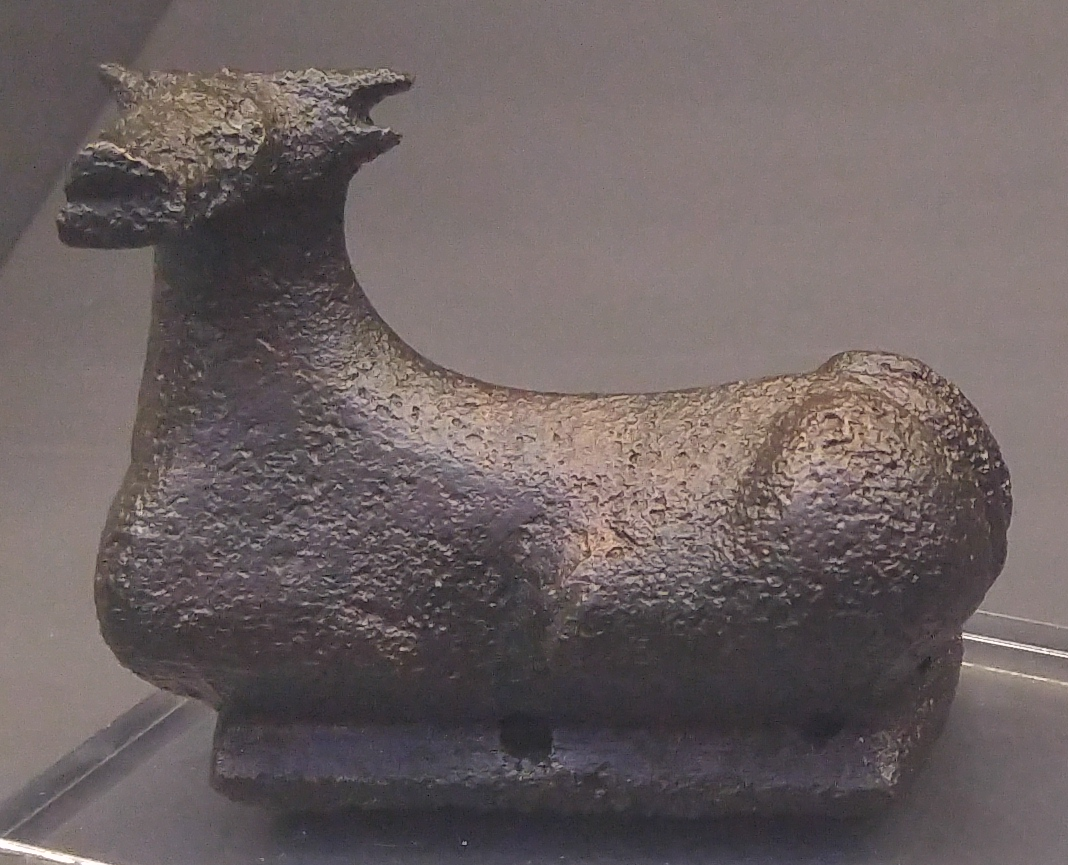
Pendentif en bronze avec taureau assis